# Алодий Осерский
Алодий (фр. Alode d'Auxerre, Aleu; лат. Alodius, Elodius, Eladius или Hellodius) — святой епископ Осерский. День памяти — 28 сентября.
Святой Алодий был епископом Осера с 451 по 472 год.
Святой Алодий был поставлен епископом Осера в 451 году, 30 сентября или 1 октября, в день памяти святого Германа.
Возможно, Алодий был учеником святого Германа. Его добрая репутация привлекла внимание, и именно в то время Мариен, приехав из Берри, оказался в монастыре Святых Косьмы и Дамиана, первом монастыре в епархии Осера, основанном святым Германом около 429 года.
Святой Алодий был похоронен 28 сентября в оратории Святого Маврикия, которая стала называться церковью Святого Гермена. Год его смерти — не ранее 465 года и не позднее 472 года.